# Jappeloup
Pour l’article homonyme, voir Jappeloup (film).
Jappeloup, né le 12 mars 1975 dans la ferme équestre d'Henry Delage à Saint-Savin en Gironde et mort le 5 novembre 1991, est un cheval Selle français né d'un père trotteur et d'une mère Pur-sang, champion de saut d'obstacles.
Il évolue deux ans sous la selle de Françoise Terrier-Thuault, puis le cavalier Pierre Durand l'acquiert en 1981 et remporte de très nombreux titres, dont ceux de champion olympique, de champion d'Europe et de champion de France. Jappeloup est considéré comme l'un des chevaux de saut d'obstacles les plus performants de tous les temps, malgré ses origines modestes et sa hauteur au garrot de seulement 1,58 m, relativement faible pour concourir dans cette discipline.
Il laisse une trace indélébile dans l'histoire du sport français, et devient l’un des chevaux les plus connus du pays. C'est le dernier cheval français à avoir remporté la médaille d'or olympique en saut d'obstacles (Jeux olympiques de Séoul en 1988). Il est reçu sur un plateau comme l'invité d’honneur au journal télévisé d’Yves Mourousi, Pierre Durand le qualifie de « cheval de sa vie ». Pour son arrêt de la compétition en septembre 1991, un jubilé est organisé au pied de la tour Eiffel en son honneur et pour remercier ses supporters. Deux mois plus tard, à seulement 16 ans, Jappeloup meurt d'un arrêt cardiaque. Il est enterré sur la commune de Saint-Seurin-sur-l'Isle.

## Histoire
Jappeloup naît le 12 mars 1975 dans la ferme équestre d'Henry Delage à Saint-Savin, en Gironde. Son père est un Trotteur français peu connu du nom de Tyrol II, sa mère une vieille jument Pur-sang de course s’appelant Vénérable. Ce type de croisement n'ayant jamais rien donné d'intéressant, il est parfois qualifié d'« accident de pâture ». Son éleveur fait toutefois savoir que ce croisement ne doit rien au hasard, et qu'il s'agissait d'allier le sang à la puissance de l'arrière-main.
Il est élevé et révélé par Henry Delage, qui le destine originellement aux courses hippiques d'obstacles. La jeune cavalière Françoise Terrier-Thuault « supplie » toutefois l'éleveur de le garder pour le saut d'obstacles, ce qui permet de révéler les aptitudes de Jappeloup à ce sport.
Henry Delage présente Jappeloup, âgé de quatre ans, à Pierre Durand. Le cavalier refuse d'abord de l'essayer, l'annonçant « trop petit ». Le cheval montre de très grandes facilités malgré sa taille modeste, mais Jappeloup est si petit que cette caractéristique aurait pu l'empêcher de faire une carrière internationale. Pierre Durand revient sur sa décision un an plus tard, en voyant Jappeloup sauter : le cheval est caractériel et désobéissant, mais possède un extraordinaire coup de saut. Il contacte aussitôt l'éleveur et Jappeloup ne l'a depuis plus quitté. Au cours de sa carrière, il est sponsorisé par la maison « De Luze », d'où une modification de son nom en Jappeloup de Luze.

### Carrière

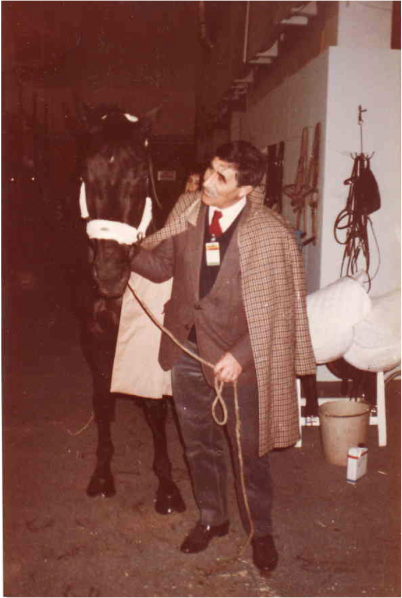
Jappeloup accompagné de son propriétaire Henry Delage aux Jeux équestres mondiaux de 1990, à Stockholm en Suède.

Avec Pierre Durand, Jappeloup gagne de nombreux titres : champion de France en 1982, champion d'Europe en 1987, onze médailles d'or en grands prix dont cinq en Coupe du monde et trois en coupe des nations de saut d'obstacles, et champion olympique aux Jeux olympiques de Séoul en 1988. En 1984, aux Jeux olympiques de Los Angeles, pendant l'épreuve par équipes, le cheval, alors âgé de neuf ans, refuse un obstacle. Son cavalier se retrouve projeté à terre de l'autre côté de l'obstacle, les rênes et la bride lui restent dans les mains et Jappeloup s'enfuit vers les écuries sous l’œil des caméras du monde entier. Après sa chute, Pierre Durand est la cible de nombreuses critiques, mais conserve son cheval et poursuit l'entraînement. En 1986, Jappeloup de Luze, bien que castré et ne pouvant donc pas avoir de descendance, est estimé à 3 750 000 francs français. En 1988, aux Jeux olympiques de Séoul, après avoir gagné la médaille d'or avec un parcours sans faute, Pierre Durand lui accroche la médaille sur une bride passant sur le poitrail pour le remercier, devant les caméras de télévision du monde entier. Jappeloup sera aussi reçu sur le plateau, comme invité d’honneur du journal télévisé d’Yves Mourousi.
Même à l'entraînement, Jappeloup est mis au pré au minimum deux heures par jour pour se détendre. Il fait un malaise lors des premiers jeux équestres mondiaux en Suède, après les épreuves par équipes en 1990. Pierre Durand décide de le mettre enfin à la retraite, bien méritée.

### Retraite et mort
Pour la mise à la retraite de Jappeloup en 1991, un jubilé est organisé au Champ-de-Mars à Paris, au pied de la Tour Eiffel avec une compétition de saut d'obstacles, réunissant les 25 meilleurs cavaliers du moment. Le cheval meurt le 5 novembre 1991 (soit deux mois plus tard) âgé de seulement 16 ans, des suites d'un arrêt cardiaque. Le cavalier recevra de très nombreuses lettres de soutien, et va enterrer son cheval dans son pré, sur sa propriété. Un peu plus tard, Pierre Durand sera accusé de l'avoir tué, pour toucher l'argent de l'assurance. Le cavalier obtiendra gain de cause après un procès en diffamation, mais la persistance de la rumeur de sa culpabilité freinera sa carrière politique.
La tombe de Jappeloup, sur la commune de Saint-Seurin-sur-l'Isle, reçoit régulièrement des visiteurs émus.

## Description

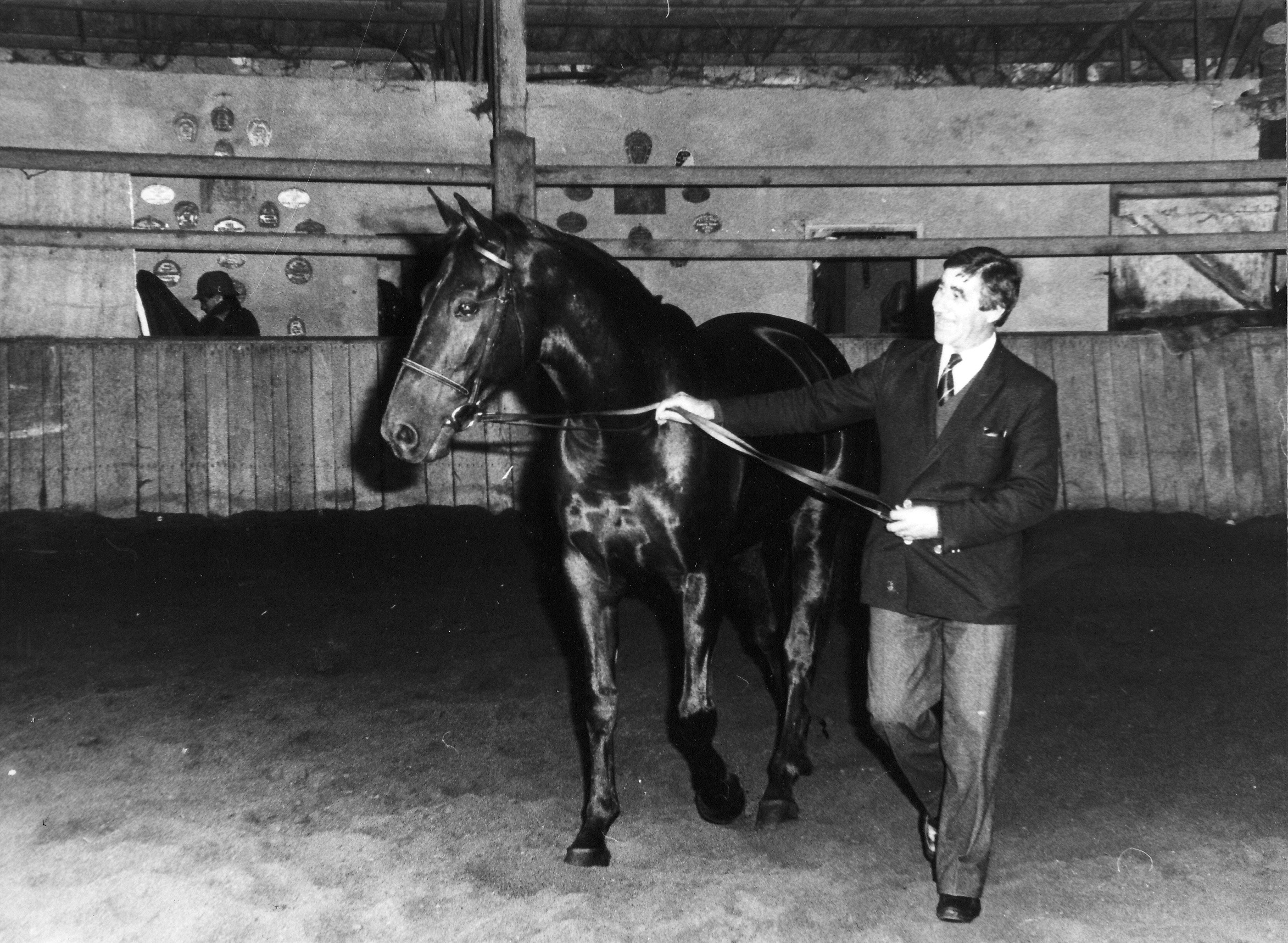
Jappeloup avec Henry Delage.

Jappeloup est un cheval hongre bai brun foncé de petite taille, soit 1,58 m, pour environ 470 kg. Il n’a ni le physique, ni les allures, ni les origines des chevaux rencontrés sur les terrains de CSO internationaux. Pierre Durand confie qu'il est plutôt laid, ingrat et dégingandé vu de près comme de loin. Il avance d'une démarche chaloupée propre aux trotteurs. C'est sur son dos que la différence se fait sentir, Jappeloup révélant une très grande énergie sous la selle. Il montre un profond respect des barres et multiplie les efforts pour ne jamais les toucher, mais cette attitude provient en réalité de sa peur des obstacles.
Doté d’un caractère indiscipliné et fantasque, Jappeloup est surtout réputé pour sa fougue, sa rapidité et son impatience en concours. Il n’a pas eu de descendance puisqu'il est castré.

## Palmarès
Liste non exhaustive des titres de Jappeloup avec Pierre Durand.
- 1982 : champion de France senior à Fontainebleau
- 1983 : médaille d'argent par équipe aux Jeux méditerranéens à Rabat
- 1985 : 3e de la finale de la coupe du monde à Berlin
- 1986 : champion de France senior à Fontainebleau et médaille de bronze par équipe aux championnats du monde
- 1987 : médaille d'or en individuel et médaille d'argent par équipe aux championnats d'Europe à Saint-Gall
- 1988 : médaille d'or en individuel et médaille de bronze par équipe aux Jeux olympiques de Séoul et 2e de la finale de la coupe du monde de saut d'obstacles à Gœteborg
- 1989 : médaille d'argent par équipe aux championnats d'Europe à Rotterdam
- 1990 : médaille d'or par équipe aux championnats du monde à Stockholm et 2e de la finale de la coupe du monde à Dortmund

## Origines
Jappeloup a pour père un Trotteur Français et pour mère une jument Pur-sang. Il est enregistré par les haras nationaux français comme un Selle français de la section A, c'est-à-dire sans croisement étrangers. Il s'agit de son stud-book de naissance. Sur son site officiel, Pierre Durand le cite également comme Selle français.
| Origines de Jappeloup | Origines de Jappeloup | Origines de Jappeloup |
| --------------------- | --------------------- | --------------------- |
| Père Tyrol II TF      | Feal TF               | Kairos TF             |
| Père Tyrol II TF      | Feal TF               | Passaka TF            |
| Père Tyrol II TF      | Ide Panache TF        | Totiron TF            |
| Père Tyrol II TF      | Ide Panache TF        | Sidonie Panache TF    |
| Mère Vénérable PS     | Oural PS              | Balmoral PS           |
| Mère Vénérable PS     | Oural PS              | Sournoise PS          |
| Mère Vénérable PS     | Velours PS            | Foxlight PS           |
| Mère Vénérable PS     | Velours PS            | Vitoria PS            |

## Héritage

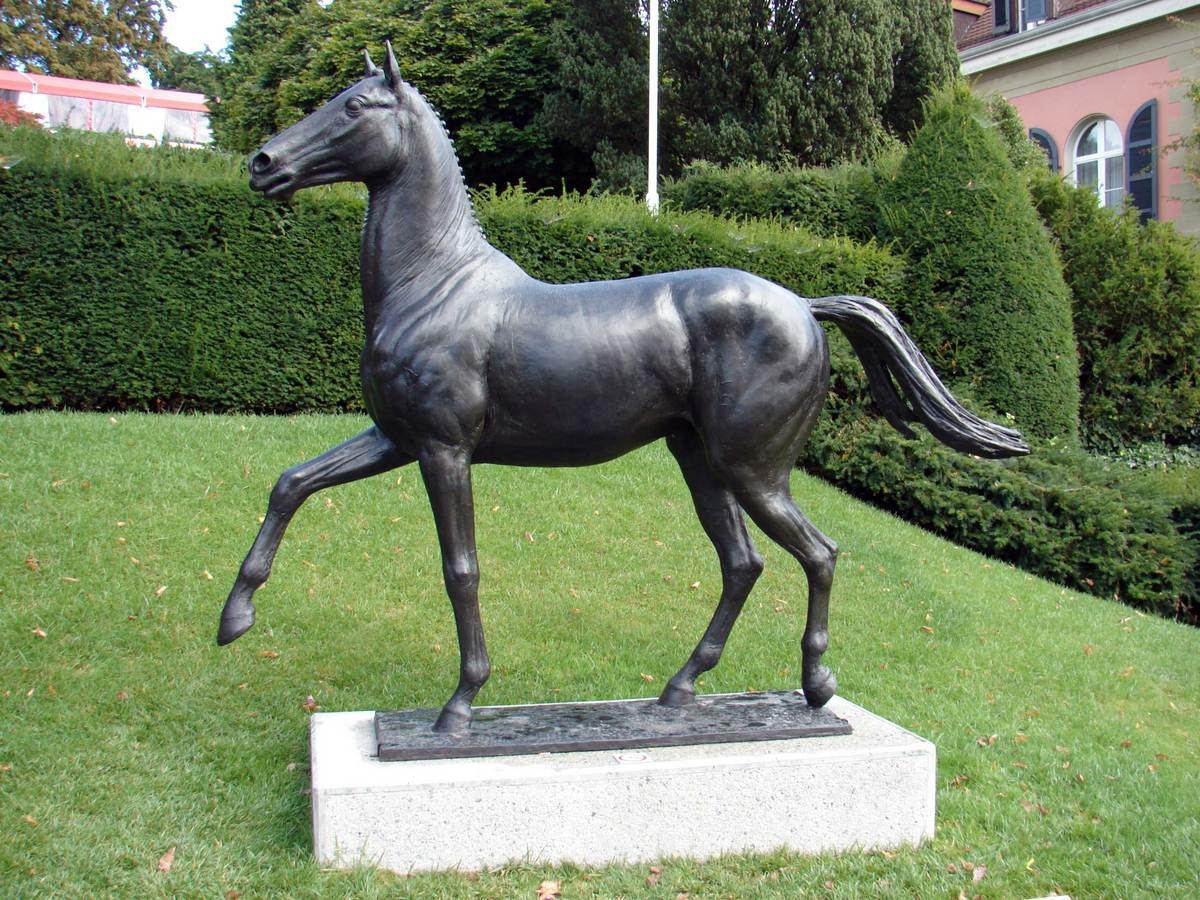
Statue grandeur nature de Jappeloup, parc du musée olympique de Lausanne, sculpteur Gabriël Sterk.

Pierre Durand qualifie sans hésiter Jappeloup de « cheval de sa vie ». En 1997, le magazine équestre L'Année Hippique a désigné Jappeloup comme étant le deuxième cheval le plus performant en saut d'obstacles depuis la Seconde Guerre mondiale. Il est élu par un vote de 37 experts du monde des sports équestres. Le public a particulièrement retenu la lutte sur les terrains de CSO entre Jappeloup et son concurrent gris, Milton, sous la selle de l'anglais John Whitaker.

### Films
Un film documentaire est réalisé en 1993 par Christian Chevreuse, sur la vie de Jappeloup et sa carrière sportive avec Pierre Durand. Ce documentaire est édité en VHS le 1er janvier 1994 par Hachette. En septembre 2011 débute le tournage d'un film sur ce cheval, réalisé par Christian Duguay. Guillaume Canet, qui en signe le scénario, y incarne Pierre Durand. Plusieurs chevaux ont été utilisés pour incarner Jappeloup. Le film est sorti le 13 mars 2013.

### Bataille juridique
« Jappeloup » est une marque déposée par Henry Delage depuis de nombreuses années, pour commercialiser du vin et des vêtements. En mars 2013, au moment de la sortie du film de Christian Duguay, le cavalier Pierre Durand assigne l'éleveur de Jappeloup en justice, pour récupérer les droits d'exploitation du nom du cheval. D'après Sud Ouest, qui a révélé l'affaire, une partie du conflit porte sur la « légende populaire » que Pierre Durand aurait créée concernant les origines du cheval, qui dénigre le travail de l'éleveur tout en donnant au cavalier plus d'importance qu'il n'en a réellement.
Les journalistes de L'Express ont révélé que Pierre Durand a assigné Acajou Films, Pathé et Nathan, concernant la commercialisation de produits dérivés issus du film Jappeloup. D'après l'avocat de Pierre Durand, ce dernier étant le propriétaire du cheval, il est également « le garant de son patrimoine ». Henry Delage y voit plutôt un motif financier, précisant que Pierre Durand était prêt à vendre Jappeloup à des Américains, et que seul l'examen vétérinaire l'en a empêché,. En avril 2013, Pierre Durand a également assigné les éditions du Moment. D'après l'éditeur, cette assignation fait suite au refus de la maison d'édition de lui verser 5 000 euros pour le droit de réutilisation du nom de « Jappeloup », qu'il a déposé comme marque,.